# Salt and Sanctuary
Salt and Sanctuary es un videojuego de rol en 2D desarrollado y publicado por Ska Studios. El juego fue lanzado el 15 de marzo de 2016 en Playstation 4. Más adelante fue lanzado para Microsoft Windows y PlayStation Vita. Fue inspirado en Dark Souls creado por la empresa japonesa From Software.
El videojuego obtuvo críticas positivas, estos elogiaron su estilo gráfico, su juego y su conocimiento.

## Gameplay
El juego fue dibujado a mano, este tiene mecanismos similares a la saga Souls. Contiene diferente variedad de armas, la mayoría con diferentes "movesets" o "movimientos del arma" incluyendo ataques aéreos. Los jugadores pueden utilizar el arma a dos manos o utilizarla a una mano con posibilidad de equipar un escudo para proporcionar defensa. También se pueden realizar ataques con magia, esto les permite dañar al enemigo a rango. El juego es un RPG, este cuenta con todas sus características, Diferentes clases, diferentes combinaciones, credos para unirse y combatir junto a ellos durante el transcurso de la historia, y un inmenso árbol de habilidades que permite al jugador crear un estilo propio de juego, esto dando mucha variedad a la hora de repetir la historia. El juego ofrece un modo multijugador local, este permite invocar a un "compañero" que nos ayudara con la historia. Con este mismo podemos activar el modo Jugador versus Jugador (PvP). El juego cuenta con varios finales, dos principales, y cada final dependiendo el credo con el que finalices la historia.

## Trama
El juego comienza con el jugador en un barco, la historia cuenta que una princesa de un país sin nombre, se iba a casar con el rey de el país contrario, con el fin de evitar la guerra entre ambos.  Sin embargo, un grupo de "asaltantes" atacan la nave, eliminando a toda su tripulación. El jugador mata a todos los "asaltantes" logrando escapar hacia la cubierta. Una vez allí, el jugador debe enfrentar a un poderoso "kraekan". Independientemente del resultado contra el primer jefe, el jugador es enviado a las orillas de una isla.
Allí el jugador se encuentra con un anciano, el cual le entrega el primer emblema del pacto que el jugador elija. El jugador coloca el emblema en el primer santuario y continua con la exploración de la isla. Recolectando sal para poder ganar, como en este universo, los humanos son conocidos como "Saltborn" y son ostensiblemente compuestos de ella. Allí es posible encontrar a varios PNJ (Personajes controlados por la PC), un caballero sin nombre, un ladrón y un hechicero. El jugador también conoce a un espantapájaros que le habla de manera muy siniestra y que amenaza de perecer.
En el proceso de conversar con estos PNJ durante todo el viaje, se dan cuenta de que la isla está compuesta por copias de los lugares peligrosos de los diversos continentes del mundo y que algún tipo de poder los "recogió". El jugador se da cuenta de que el espantapájaros es un avatar del ser conocido como el "Dios Sin Nombre", y también que la princesa podría no haber sido real en un primer lugar. Solo una trampa para traicionar a la tripulación del barco.
Finalmente, el personaje se encuentra con el anciano por última vez, y revela que fue Jaret, un gran rey que accedió a ser el siervo del Dios Sin Nombre a cambio de poder. El Dios Sin Nombre es un ser increíblemente poderoso que alguna vez fue "Saltborn". El jugador viaja al castillo del "Dios Sin Nombre" y lo derrota, encontrando un poso por el cual puede escapar de la isla. Alternativamente pueden elegir tomar el casco del Dios Sin Nombre y ganar todo su poder, pero quedar atrapados en la isla.

## Recepción
Desde su lanzamiento, tuvo críticas positivas, y tiene una calificación de 86/100 en Metacritic. IGN le otorgó una calificación de 8,6/10,0. Fextralife le otorgó una calificación de 9,0/10,0. PlayStation Lyfestile le otorgó una calificación de 8,0/10,0.